# کوه دنیس (یوهو)
کوه دنیس (به انگلیسی: Mount Dennis) یک کوه در کانادا است که در بریتیش کلمبیا واقع شده‌است. کوه دنیس ۲٬۵۴۹ متر بالاتر از سطح دریا واقع شده‌است.